# Ophiacantha dallasii
Ophiacantha dallasii is een slangster uit de familie Ophiacanthidae.
De wetenschappelijke naam van de soort werd in 1879 gepubliceerd door Peter Martin Duncan.